# Раја Николић
Раја Николић (Аранђеловац, 1929) српски је вајар.

## Биографија
Раја Николић је рођен у Аранђеловцу 1929. године. Дипломирао је на ликовном одсеку Више педагошке школе у Београду. Био је на студијским путовањима у Италији и Француској. Бавио се педагошким радом у аранђеловачкој Гимназији. Радио као вајар на мајдану мермера Венчац у Аранђеловцу, и као самосталан уметник. Сталне поставке скулптура у слободном простору налазе се у Београду, на Светом Стефану, у Аранђеловцу и Бачкој Тополи - Панонија.
Аутор је мозаика површине око 100 квадратних метара на дечијем игралишту у ташмајданском парку у Београду.
Излагао је на више самосталних и колективних изложби, као и на бијеналу мале керамике у Загребу, бијеналу минијатуре у Горњем Милановцу и на тријеналима керамике у Суботици и Београду.